# Siumut
Siumut (lett. "Avanti") è un partito politico groenlandese di orientamento socialdemocratico.
Il partito è stato guidato per lungo tempo da Kim Kielsen, primo ministro dal 2014 al 2021, e dal novembre 2020 è guidato da Erik Jensen.
Siumut è stato a lungo il maggior partito politico groenlandese, detenendo la maggioranza del parlamento dal 1979 al 2021, quando il partito verde di sinistra Inuit Ataqatigiit ha conquistato il 37% dei voti. È oggi la maggiore forza di opposizione.

## Risultati elettorali
| Elezione          | Voti   | %     | Seggi   |
| ----------------- | ------ | ----- | ------- |
| Parlamentari 1979 | 8.505  | 46,12 | 13 / 21 |
| Parlamentari 1983 | 10.371 | 42,27 | 12 / 26 |
| Parlamentari 1984 | 9.949  | 44,11 | 11 / 25 |
| Parlamentari 1987 | 9.987  | 39,84 | 11 / 26 |
| Parlamentari 1991 | 9.336  | 37,30 | 11 / 27 |
| Parlamentari 1995 | 9.803  | 38,44 | 12 / 31 |
| Parlamentari 1999 | 9.899  | 35,16 | 11 / 31 |
| Parlamentari 2002 | 8.151  | 28,80 | 10 / 31 |
| Parlamentari 2005 | 8.861  | 30,68 | 10 / 31 |
| Parlamentari 2009 | 7.567  | 26,76 | 9 / 31  |
| Parlamentari 2013 | 12.910 | 43,22 | 14 / 31 |
| Parlamentari 2014 | 10.108 | 34,61 | 11 / 31 |
| Parlamentari 2018 | 7.957  | 27,44 | 9 / 31  |
| Parlamentari 2021 | 7.986  | 30,10 | 10 / 31 |
| Parlamentari 2025 | 4.210  | 14,88 | 4 / 31  |